# Автошлях E331
Автошлях E331 — автомобільний європейський автомобільний маршрут категорії Б, що проходить у Німеччині та з'єднує міста Дортмунд і Кассель.

## Маршрут
Весь шлях проходить через такі міста:
- - E34, E37, E41 Дортмунд
  - E45 Кассель